# Finala Ligii Campionilor 2023
Finala Ligii Campionilor 2023 a fost meciul final al Ligii Campionilor UEFA 2022–23, cel de-al 68-lea sezon al turneului de fotbal dintre cluburile europene organizat de UEFA, și al 31-lea sezon de când a fost redenumit din Cupa Campionilor Europeni la UEFA Champions League. Se va juca pe Stadionul Olimpic Atatürk din Istanbul, în 10 iunie 2023.
Finala a fost programată inițial să se joace pe stadionul Wembley din Londra, Anglia. Cu toate acestea, din cauza amânării și mutării finalei din 2020 din cauza pandemiei de COVID-19 din Europa, gazdele programate pentru finalele ulterioare au fost mutate înapoi cu un an, iar Allianz Arena din München a primit finala din 2023. Când finala din 2021, care era programată să se joace la Istanbul, a trebuit și ea mutată din cauza pandemiei de COVID-19 din Turcia, finala din 2023 a fost dată în schimb Istanbulului. München va găzdui acum finala din 2025.

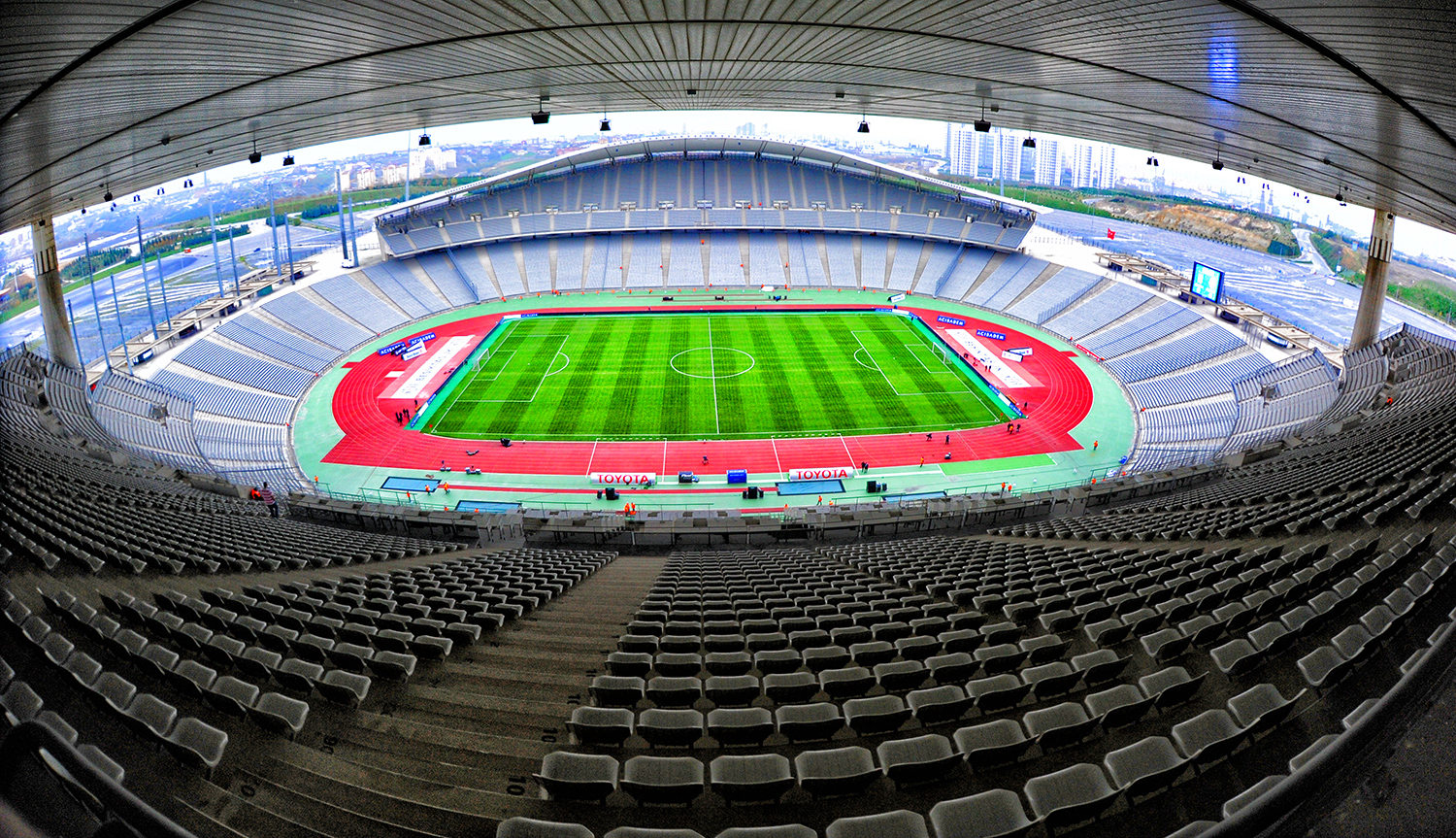
Stadionul Olimpic Atatürk a găzduit finala Ligii Campionilor din 2023

Câștigătorii vor obține dreptul de a juca împotriva câștigătorilor UEFA Europa League 2022–23 din Supercupa Europei 2023.

## Legături externe
- Site web oficial